# 蘇嘉豪
蘇嘉豪（葡萄牙語：Sulu Sou Ka Hou，1991年6月28日—），前澳門立法會民選議員、新澳門學社副理事長，台灣大學政治學碩士（澳門政治社會發展研究），現為直銷公司商人。

## 背景
蘇嘉豪2014年接受專訪時稱自己出身於澳門的基層家庭，小時候是個「曳仔」，幼稚園手冊蓋滿投訴他上課吵鬧玩耍的「雀仔」印章，從小都是在學校教務處罰站罰抄的常客。但愛抱不平的個性令他自小體察弱勢艱苦，「小時候見到露宿老人覺得好可憐，好想伸出援手，那種感受一直還記得」。他後來再接受專訪時又形容他的家庭過去「無乜建唔建制」，因典型澳門人根本不會理會政治。他說，澳門人一般投身賭博業或加入政府，自己讀中學時曾經嚮往的是金碧輝煌的光景：「2007年大型度假村開幕，你發現這些外資賭場好靚，澳門未見過……我曾經很想做酒店管理，日日都著西裝返工。」
2005年立法會選舉，蘇嘉豪曾為建制派候選人助選。他形容澳門「成個社會都紅」，由托兒所到老人院都與親建制團體有關，當時參與澳門工會聯合總會屬會舉辦的足球班，教練叫他們為該會候選人「洗樓」，自己對政綱、選舉和立法會一無所知，「我覺得好像做義工般，有空便出來幫手」。

## 踏足政治
2006年發生歐文龍貪污案後，引起爭議，鄰近的香港在2008年舉行立法會選舉，蘇嘉豪開始留意港澳兩地政治，並在2008年底登記為選民。他當時正為升讀大學填寫志願，翌年赴臺，到台灣大學修讀政治系公共行政組。
2009年暑假，蘇嘉豪以應屆中學畢業生身份，當面質詢特首選舉的唯一參選人崔世安的管治能力，並提問如何挽回政府在歐文龍案後損失的管治威信和居民信心，讓官民關係更加緊密。2014年，他在接受專訪時表示：「我記得當時參與特首選舉公聽會，在鏡平學校禮堂，會上有12個人可以發言，我是最後一個被抽到。我在前一天晚上已經準備好滿滿的發言稿，當時並無任何想踩場的態度，純粹希望表達自己的心底話，不記得當時哪來舉手發問的勇氣。」

## 求學台灣
從聖若瑟教區中學第五校文組畢業以後，蘇嘉豪選擇赴臺求學，入讀臺灣大學政治系，期間也有了解當地的公民運動。在政治冷感的澳門社會，向親戚朋友交代修讀政治系也非易於啟齒。蘇嘉豪接受專訪說，讀大學最初兩年被問及修讀什麼學科，他會答「公共行政」，因為覺得跟人說讀政治會「很怪」，很多澳門人不知政治為何物，「你去台灣讀政治呀？即是入立法會打架啦」。他後來多作講解，入大學後兩年才坦言自己讀「政治」。
蘇嘉豪說在台灣印象最深刻的一次社會運動，是發生在2011年的「紹興社區拆屋事件」。紹興社區為中國國民黨遷台後老兵所居住的眷村，當時，紹興社區因為歷史原因沒有地權，台大要求在紹興社區居住的居民立即遷走，並向居民提告。台大的動作牽起了學生分別在校慶會場抗議，又在校園發起遊行和包圍校長室。
與此同時，他在2011年曾角逐第56屆國立臺灣大學港澳同學會會長一職，以打破傳統裙帶關係（由上屆會長指定下屆會長，以及由澳門傳統名校，如粵華中學、聖心中學、澳門培正中學等畢業之學生內互相推舉等情況)、重視香港學生權益（過去台大港澳生中，以澳門學生佔多，但在前一學年，香港學生比例與澳門學生接近1:1，但港澳同學會成員卻以澳生為主，忽略香港學生權益)作主要政綱，除了拍攝宣傳短片外，更在台大海島電台舉行了一次以廣東話的競選辯論，不過對手卻避不出席，最後，在香港學生社團時務社（以舉辦六四集會及政治講座的社團)的倒戈缺席下，蘇僅以些微票數落敗，但被當選的一方委為副會長。

### 讓港澳學生自由回家行動
2012年，蘇嘉豪與其他澳門留台學生發起「讓港澳學生自由回家行動」，爭取簡化留學生出入境程序，當時學生提出兩項訴求：
1. 無論情況緊急與否，整套出入境手續必須予以簡化，並取消港澳生出境前須由學校公文批核之程序；
2. 來台首次申請出入境證後，港澳生可於有效期內多次出入境，無須逐次加簽。

超過一年間，學生先後向在澳門的台北經濟文化辦事處、澳門行政長官辦公室、在台灣的澳門經濟文化辦事處、台灣的教育部、陸委會和移民署官員請願，並於同年10月發動「自由回家全台聯署大行動」，收集到來自62所台灣大專院校超過1900個簽名。歷時一年半，台灣當局改為採用三年內多次自由出入境，讓數以千計港澳留學生受惠。蘇嘉豪形容這次是難忘的歷練，亦成為他日後從政的一大動力。

## 參與澳門公共事務
蘇嘉豪在接受訪問時表示，他是在2011年參加新澳門學社所舉辦的暑期實習計劃的時候開始真正關心澳門時政，他說實習計劃令他重新認識澳門，也開始對澳門時政產生了興趣。2012年11月，蘇嘉豪寫了一篇關於反對西灣湖夜市的文章並獲《市民日報》刊登，之後就一直寫時政評論文章。2013年5月，他得到《訊報》的邀請，擁有自己的第一個專欄，叫「正本清源」。他也分別參與「澳門良心」和推動澳門家暴法立法關注組、「我地．規劃」等公民群體的組成。

### 「六三○」倒陳行動
2013年6月30日，全民倒陳聯盟發動「六三○」倒陳遊行，要求行政法務司長陳麗敏就其多年來管治成效和墓地門事件引咎辭職，遊行人士當天從塔石廣場出發，在終點南灣湖水上活動中心宣佈解散後，自發散步至主教山，警方封鎖整個山頭，雙方對峙幾個小時，晚上以「襲警」為名無理拘捕包括蘇嘉豪在內的6名參與者 。其後，聯盟代表向終審法院上訴，成功推翻警方禁止於主教山上集會的批示，而檢察院也以證據不足為由宣布對6人案件歸檔處理。蘇嘉豪於2014年8月出版《六三○的日與夜：一場澳門社運實錄》，紀錄和講述六三○事件的心路歷程。

### 首度出選立法會落敗
2013年，新澳門學社分拆三張名單出選立法會選舉，蘇嘉豪獲邀排在「民主新澳門」名單的第二位。「民主新澳門」的政綱主打「還屋於民，還職於民，還富於民，還政於民」，競選理念以高官問責、政制改革和民主自由為優先，要求2019年普選特首。而蘇嘉豪在電視辯論上批評澳門工聯會盲目支持政府於2012年強推的「+2+2+100」倒退的政制改革方案，又質疑公民力量的候選人、身兼河北省政協委員的林玉鳳的獨立形象。結果新澳門學社共取得23,041票，陳偉智敗選，議會內回歸「吳區組合」。「民主新澳門」獲得8,826票，志在參與和學習的蘇嘉豪在應選14席的情況下排名20落敗。

### 萬人反對離保法案
2014年，澳門政府在沒有經過公開諮詢下，強行訂立候任、現任及離任行政長官及主要官員的保障制度（簡稱離保法案），賦予特首和主要官員巨額離職補償金，以及在任特首享有刑事豁免權。蘇嘉豪於是與社運組織「澳門良心」及新澳門學社的周庭希、仇國平和陳樂琪等人發起反離保運動，5月25日兩萬人遊行、5月27日近萬人包圍立法會，高呼「反離保，反特權。撤回惡法，最後通牒」，是澳門自1989年六四以後最大規模的群眾運動，也是1999年澳門回歸以後參與人數最多的反政府抗議，當時他們揚言「崔世安不撤回惡法，便號召群眾在體制外撤換崔世安」，最終迫使政府於兩日內緊急撤回法案，被譽為澳門公民社會的「光輝五月」。

### 成為澳門史上最年輕議員
2017年澳門立法會選舉，蘇嘉豪成為新澳門學社唯一推薦「學社前進」的第一候選人，獲得9,213票成功當選，成為澳門史上最年輕的立法會議員。當選後他表示心情如履薄冰，亦令他更堅定自己和學社一定要繼續茁壯成長，「今天的我不是最完美的蘇嘉豪，也不是最好的蘇嘉豪，26歲的蘇嘉豪將會與澳門人一起，在未來至少四年一起成長。」他又說，勝選是全澳門人給予他們的榮耀，感謝父母、每位澳門人、新澳門學社團隊，又特別多謝受託人兼第二候選人陳偉智，他是一班年輕人最強大的後盾，令他們可無後顧之憂向前走。又表示自己每一票都是貨真價實，每一票都有血有淚，都是整個團隊一起爭取回來，絕不是自己一個人可以爭取到。「沒有學社團隊，蘇嘉豪甚麼都不是。」

### 議員停職與復職
2016年5月15日，新澳門學社發起遊行，抗議澳門基金會「黑箱」資助廣州暨南大學一億元人民幣（特首崔世安身兼基金會信託委員會主席和大學副董事長），逾3,000人參與。遊行結束後蘇嘉豪等人前往主教山特首官邸遞信，被警方定性為「非法集會」，事後被控以加重違令罪。
按照澳門《立法會立法屆及議員章程》第27條規定，如議員被刑事起訴三年以下徒刑的罪行，需在開審前得立法會許可，暫停該議員職務，否則刑事程序需暫停至其任期結束為止。2017年12月4日，立法會全體會議以不記名方式，以28票贊成、4票反對，通過中止蘇嘉豪議員職務。蘇嘉豪在其《職務中止案聲明與抗辯》指出「職務履行是議員的生命」，又說：「職務中止案不只是與蘇嘉豪和代表著至少9,213位澳門市民有關，更與立法會作為本澳政治體制的重要機關也是息息相關。」他強調：「觸犯職務中止案的刑事案件，客觀上源於維護公共利益、行使《基本法》及《請願權的行使》賦予的權利與自由而作出的行為，屬於『為公共利益而被嫁禍』的『莫須有』罪名。」
事件被坊間及媒體質疑是「政治檢控」，警方亦被批評濫用加重違令罪。蘇嘉豪也是澳門史上首名有因涉刑事罪而被中止職務的立法會議員。其後蘇嘉豪展開210天「停職不停工」日子，期間他位於沙欄仔街的議員辦事處如期於2018年1月開幕及投入運作。
澳門初級法院最終在2018年5月29日下午5時宣判，蘇嘉豪被改判「非法集會及示威罪」罪成，罰款40,800澳門元。由於他沒被定罪判監超過30天，根據議員章程，毋須撤銷其議員資格。7月3日，議員職務獲恢復。

## 取消參選資格
澳門終審法院於2021年7月31日裁定，澳門民主派等參選人組織和參與悼念1989年北京「六四」事件或已故諾貝爾和平獎得主劉曉波的活動，屬誹謗中國政府，破壞憲政秩序，因此可被視為不擁護澳門《基本法》與不效忠澳門特區，不具備參選資格。澳門立法會選管會此前以上訴候選人曾組織或參與該等活動為理由，不接納蘇嘉豪等民主派人士參選。
終審判決意味著第七屆立法會選舉不會有任何民主派人士參選，三組候選人均對判決感到失望。對此，蘇嘉豪表示：「就法院的裁決結果，在保持最基本的尊重下，我們絶對不認同。我們堅持蘇嘉豪與陳樂琪（名單第二參選人）一直依法擁護澳門《基本法》和效忠澳門特區，應當繼續具有被選資格。公道自在民心，歷史也會見證這個結果是錯誤的。」

## 當選議員前的社會倡議與行動

### 2013年
- 1月20日，以大學生身份在公眾諮詢會上反對興起西灣湖夜市破壞當地寧靜生態[39]，並要求「解散民政總署，恢復市政議會」[40]。

- 5月16日，與現職社工和社工系講師組織「家暴法立法關注組」[41]，並展開「家暴零容忍，反對半公罪」聯署行動[42]。

- 6月，與其他社運人士發起「全民倒陳運動」，要求陳麗敏就墓地門事件的政治責任以及在位13年政績差劣引咎辭職[43]。

- 8月8日，有線和公天簽署的合作協議令市民可免費收看的電視頻道減少，代表新澳門學社遞信要求政府保障市民自由接收資訊的權利[44]。

- 9月，代表新澳門學社參加立法會選舉，政綱關注反貪污、財政監察、土地和民主政制問題[45]。

- 10月，與新澳門學社成員發起聯署爭取落實全民最低工資，要求政府建立最低工資與工作收入中位數掛勾的調整機制[46]。

### 2014年
- 1月，與新澳門學社成員擺設街站收集市民簽名，要求撤回氹仔北區都市化整治計劃修訂。

- 1月30日，到塔石廣場年宵市場抗議，要求崔世安「馬上」撤回氹仔北區都市化整治計劃修訂、落實一人一票普選特首[47]。

- 2月6日，以居民身份投訴關閘一帶亂象橫生，促請政府整頓發財巴，並將旅遊巴泊位搬遷至鴨涌河附近[48]。

- 2月18日，與新澳門學社成員到澳門中聯辦抗議，要求北京當局釋放維權律師許志永及其他支持新公民運動的人士，以及停止迫害異見人士，取消任何涉及「以言入罪」的法律[49]。

- 2月27日，與新澳門學社成員提倡澳廣視應公開招聘行政總裁，並定期向員工，業界和市民舉行公聽會；又建議澳廣視參考聯合國教科文組織關於公共廣播服務的原則[50]。

- 3月6日，代表新澳門學社遞信促請政府盡快整治塔石廣場，並承諾未來公共工程項目須公開透明[51]。

- 3月10日，與新澳門學社成員遞信促請高教辦協調澳門大學等4間高等院校不在2015/16學年強推聯合招生考試，並批評事前未有公開諮詢[52]。

- 3月27日，與新澳門學社成員批評政府計劃成立全資公司提供電視基本頻道訊號，是帶頭壟斷，擔心未來可由長官意志決定傳送的電視頻道，威脅居民接收資訊的選擇自由[53]。

- 5月，與澳門良心和新澳門學社成員發起反離保運動，要求崔世安撤回《候任、現任及離任行政長官及主要官員的保障制度》法案[54][55]。

- 6月29日，與澳門良心和新澳門學社等成員，於塔石體育館票站外派發印有「醜」字單張，抗議「小圈子」進行的特首選舉委員會委員選舉[56]。

- 8月，先後以新澳門學社理事長身份追擊崔世安競選落區活動[57]，並約見崔世安競選辦公室提出政制改革訴求[58]，又參與由澳門良心等團體發起的2014特首選舉民間公投[59][60]，共有8688人投票，9成對崔世安投下「不信任」票[61]。8月31日特首選舉當日早上，和20多名青年在選舉會場外「苦行」抗議[62]。

- 9月18日，與新澳門學社成員遞信要求政府盡快收回閒置土地，並向社會公布當局可運用的土地資源，同時恢復經濟房屋的計分輪候制，並透過法律訂出上樓期限[63]。

- 10月16日，立法會在新一個會期召開首次全體會議。與新澳門學社成員在會議開始前到立法會遞信，要求立法會督促特區政府盡快啓動政制改革，為普選行政長官和立法會設立政改時間表[64]。

- 11月13日，與新澳門學社成員到政府總部遞信，促請行政法務司司長陳麗敏盡快公開2013年立法會選舉總結報告，同時建議政府修法杜絕賄選，包括設立恆常的選舉管理機構並加強職能[65]。

- 11月25日，與新澳門學社成員周庭希、陳樂琪列席立法會第三常設委員會，建議全面實施最低工資，有關法案要列明每年調整工資水平，計算方式以本澳月入中位數的一半或6成，以當時月入中位數1.3萬元計算，時薪應為31.25元至37.5元[66]。

- 12月11日，與澳門良心成員一同發表自行撰寫的澳門人權報告，指出澳門人權狀況嚴重倒退。報告關注新聞自由、學術及表達自由、法治以及同志權利[67]。

- 12月19日，與澳門良心、澳門青年動力成員手持象徵爭取真普選的黃色雨傘，嘗試靠近習近平訪澳下榻的新竹苑迎賓館，期間遭逾10名便衣警員監視，又遭多名軍裝警員阻撓，表示貴賓到訪，該處已列為禁區[68]。

- 12月20日，代表新澳門學社發起「政改求變，普選求真」遊行，要求特區政府踏出政改第一步，向全國人大常委會提交啟動政制改革的報告，2015年啟動首輪公開諮詢[69][70][71][72]。

### 2016年
- 5月，與新澳門學社成員發起「撤回黑箱捐款．特首問責下台．公開審議撥款」聯署及大遊行，抗議同時身兼特首、澳門基金會信託委員會主席和暨南大學董事會副董事長的崔世安涉嫌透過資助大學進行利益輸送[73]。

- 7月15日，代表新澳門學社召開記者會，促請政府交代益隆炮竹廠換地協議無效的後續刑事、經濟和政治責任[74]。

## 著作
- 《六三○的日與夜：一場澳門社運實錄》，獨立出版，2014年8月 (ISBN 978-99965-906-3-4)
- 《撤！還記得嗎？》主編，嘉濤宮出版，2015年7月 (ISBN 978-98814-052-9-6)

## 外部連結
- 正本清源：蘇嘉豪的個人發佈室（页面存档备份，存于）
- 蘇嘉豪的Facebook專頁
- 蘇嘉豪的Instagram帳戶